# Herinneringsmedaille aan de Campagne in Tonkin
De Herinneringsmedaille aan de Campagne in Tonkin (Frans: Médaille commémorative de l'expédition du Tonkin) was een in 1885 ingestelde herinneringsmedaille van de Franse Republiek. De medaille werd door president Jules Grévy ingericht en in een wet van 6 september 1885 werden de nadere regels over vorm en toekenning vastgesteld.
Het initiatief voor het instellen van een medaille kwam uit de Franse Senaat. De medaille was bestemd voor alle 65.000 soldaten en matrozen die deel hadden genomen aan de gevechten tijdens de Campagne in Tonkin en de Chinees-Franse oorlogen zoals die tussen 1883 en 1885 werden uitgevochten. Militairen die tijdens de veldtochten disciplinair waren gestraft kwamen niet in aanmerking.
Aan het einde van de 19e eeuw concurreerden de Europese machten bij het onder hun gezag, of tenminste binnen hun invloedssfeer brengen, van Aziatische en Afrikaanse landen en gebieden. Frankrijk had het ook op Indo-China laten vallen.
Dit uitbreidend kolonialisme leverde Frankrijk de hegemonie over Vietnam op, een toestand die tot aan de Tweede Wereldoorlog zou blijven bestaan. Officieel was Vietnam een leen van China geweest. In het verdrag van T’ien-tsin (Tianjin) dat op 9 juni 1885 werd gesloten nam Frankrijk de rol van China over. Het Keizerrijk Vietnam werd een Frans protectoraat. De Vietnamese keizer Ham Nghi moest machteloos toezien.
De eerste 65.000 medailles werden op 14 juli 1886 uitgereikt. Later kregen nog meer dan 30 000 militairen de medaille voor hun aanwezigheid bij eerdere of latere gevechten in en rond Indo-China zodat er in totaal 97.300 medailles werden toegekend. Aan de medaille was ook een op naam gesteld diploma verbonden. Wanneer een gedecoreerde in Vietnam gesneuveld of inmiddels overleden was werd de medaille aan de oudste zoon, de weduwe, de vader, de moeder of de oudste broer uitgereikt. Deze mocht de medaille houden, maar niet dragen. Aan de medaille was ook een op naam gesteld diploma verbonden.

## De medaille
De ronde zilveren medaille werd in de Munt in Parijs geslagen naar een ontwerp van Jean-Baptiste Daniel-Dupuis. De eerdere Herinneringsmedaille aan de Campagne in Mexico had als voorbeeld gediend. Op de voorzijde is de "gewapende republiek" afgebeeld. Deze gehelmde en geharnaste vrouwenkop is het zinnebeeld van de Franse Republiek en draagt een lauwerkrans en het woord "PATRIE" op de helm. Het rondschrift luidt "RÉPUBLIQUE FRANÇAISE". Rond de medaille is een plastisch uitgevoerde lauwerkrans afgebeeld.
Op de keerzijde staan binnen eenzelfde krans en een ring met "TONKIN CHINE ANNAM 1883 1885" de namen van de gevechten waarop marine en leger in het bijzonder trots waren.
- Voor de marine en de mariniers zijn dat CAU-GIAI, SONTAY, BAC-NINH, FOU-TCHÉOU, FORMOSE, TUYEN-QUAN en PESCADORES.
- Voor het leger zijn dat SONTAY, BAC-NINH, FOU-TCHÉOU, FORMOSE, TUYEN-QUAN en PESCADORES.

De medaille heeft een diameter van 30 millimeter en werd op de linkerborst gedragen. Dezelfde medaille werd ook als miniatuur met een doorsnede van 19 millimeter gedragen op bijvoorbeeld een rokkostuum.
Het weglaten van Cau-Giaï door het leger wordt verklaard uit de dood van de Franse bevelhebbers in Tonkin, kapitein ter Zee Henri Laurent Rivière (1827–83) en Marie Joseph François (Francis) Garnier (25 juli 1839 - 21 december 1873), beiden gesneuveld tijdens gevechten bij Cau-Giaï. Dat waren gevechten waar alleen de marine bij betrokken was. Het leger kon zich niet op hun heldendood in de strijd met de Vietnamezen en hun Chinese bondgenoten beroemen.
De gevechten zijn chronologisch opgesomd en slaan op Cau-Giaï (19 mei 1883), de veldocht naar Son Tay (december 1883), de veldtocht naar Bac Ninh (maart 1884), de slag bij Fuzhou (23 augustus 1884), de militaire campagne in Keelung (augustus 1884–april 1885), de gevechten om het eiland Formosa, de belegering van Tuyen Quang (november 1884–maart 1885) en de verovering van de Pescadores (in maart 1885).
In de wet wordt een lint genoemd dat half geel en half groen zou zijn. Toen de medailles werden uitgereikt was dat in alle gevallen aan een geel lint met vier groene strepen. In 1953 zou het lint van de Herinneringsmedaille aan de Campagne in Indochina daarvan het spiegelbeeld zijn.
In de Wet van 27 juli 1887 werd de medaille alsnog bestemd voor militairen en matrozen die tussen 1885 en 1893 in Tonkin, en Annam, in Cambodja, in Siam en aan de bovenloop van de Mékong hadden gevochten. De wet noemde ook de weinige overlevenden van de eenheden die tussen 1873 en 1882 onder bevel van Francis Garnier en Henri Rivière hadden gestaan.